# Усть-Тоя
Усть-Тоя (рос. Усть-Тоя) — присілок у Коливанському районі Новосибірської області Російської Федерації.
Входить до складу муніципального утворення Корольовська сільрада. Населення становить 48 осіб (2010).

## Історія
Згідно із законом від 2 червня 2004 року органом місцевого самоврядування є Корольовська сільрада.

## Населення
| 2002 | 2007 | 2010 |
| ---- | ---- | ---- |
| 86   | ↘66  | ↘48  |